# Tượng ma (phim)
Tượng ma (tựa gốc: Mr. Jones) là một phim kinh dị giật gân của Mỹ năm 2013 và là phim điện ảnh đầu tay của đạo diễn Karl Mueller, người đồng viết kịch bản phim. Phim ra mắt toàn cầu vào ngày 2 tháng 5 năm 2014 tại Liên hoan phim Tribeca 2014 và được phát hành trên DVD vào ngày 2 tháng 5 năm 2014. Phim có sự tham gia của Jon Foster và Sarah Jones vào vai cặp vợ chồng đi vào rừng để quay phim, nhưng bị đe dọa bởi những sự kiện kỳ lạ ngày càng nhiều.